# Drezura

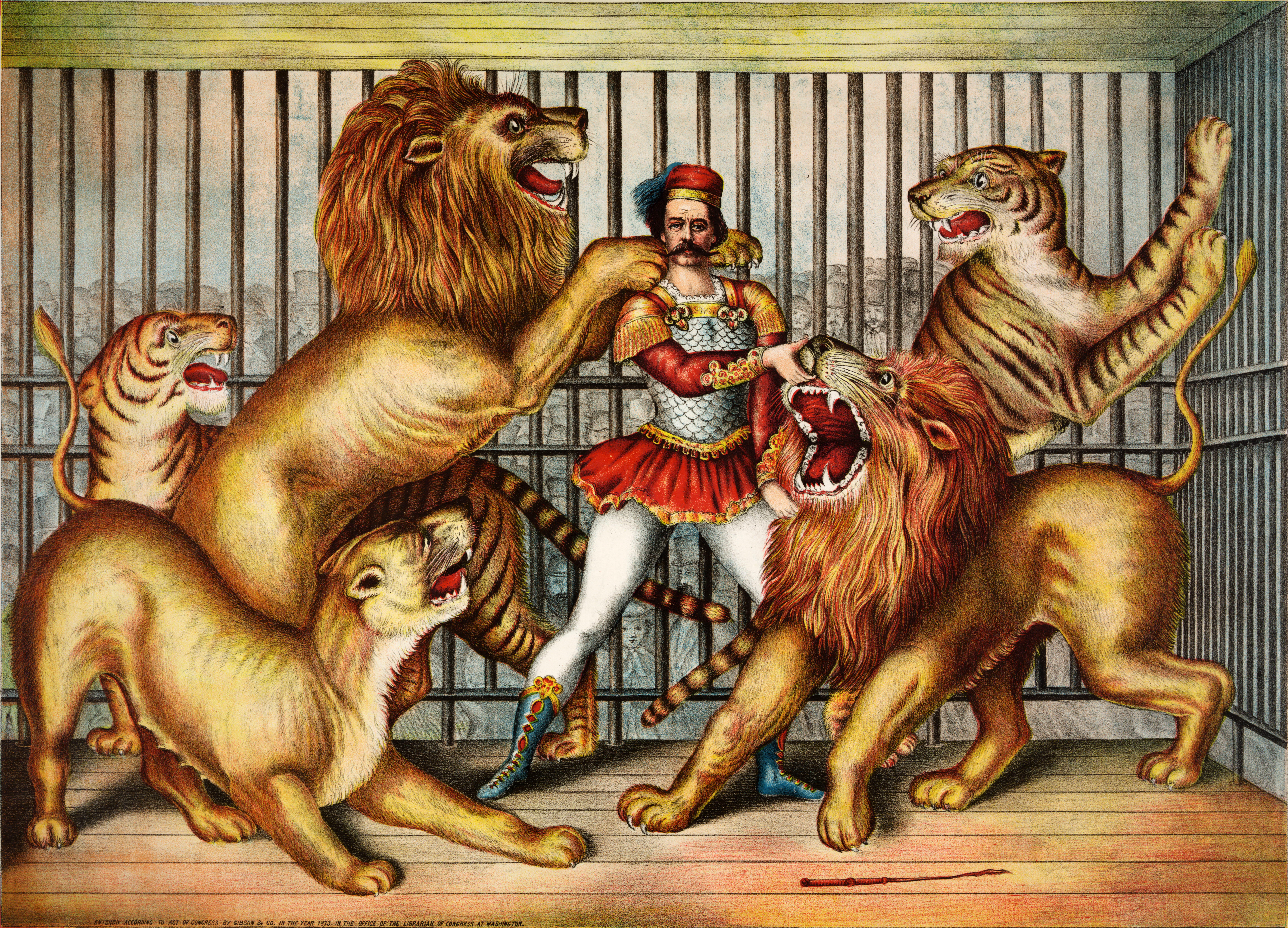
Plakát skupiny amerického krotitele Gibson & Co., chromolitografie, Ohio 1873

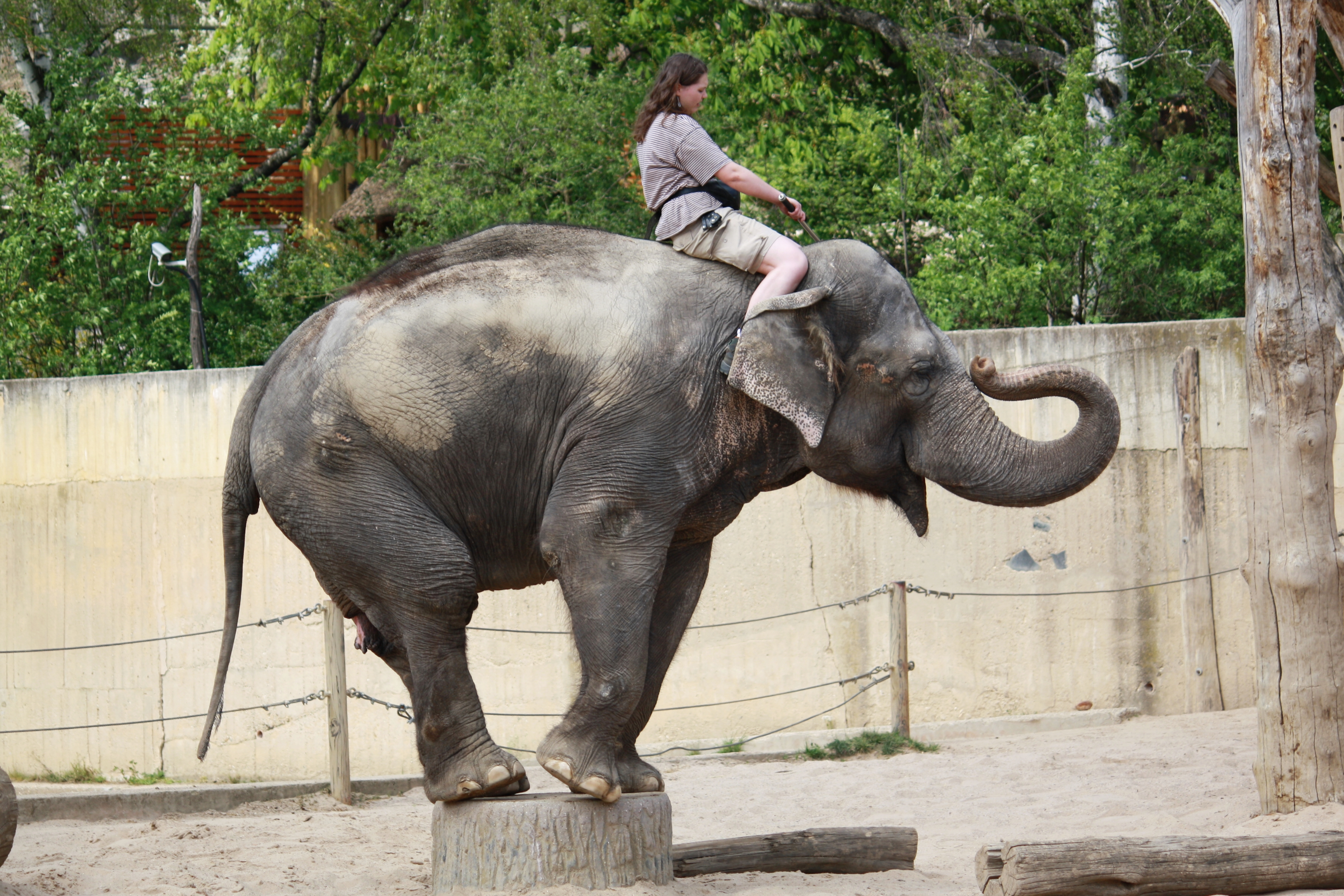
Drezura slonů v Pražské zoologické zahradě

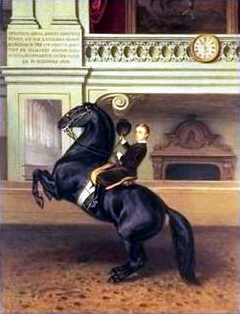
Korunní princ Rudolf Habsburský při španělské jezdecké škole v Hofburgu, kolem 1860

Tančící medvěd bulharského medvědáře, kolem 1970

Drezura (také drezúra) je obecně série cviků pro chované zvíře. Účelem drezury je výcvik obratnosti a poslušnosti zvířete. Drezura má ukázat, jak spolu zvíře a člověk dokážou spolupracovat, při tom využívá různých schopností a učenlivosti zvířat.

## Cirkus a individuální drezura
Populárním oborem drezúry je cirkusové představení divokých šelem, například lvů, tygrů nebo medvědů. V českých zemích jím proslul například cirkus Kludský, Zdeněk Šimek nebo Mario Berousek. 
- Jednodušší, například varietní představení, obsahuje drezúru psů.
- Medvědáři nabízejí individuální drezúru medvěda tančícího, chodícího po zadních či předních tlapách a jiné dovednosti.
- Akvaparky nabízejí drezuru delfínů, jež se skládá ze skoků, výskoků a proskoků, chytání předmětů, balancování s míčem, a rovněž z jezdeckých disciplín. U ostatních ploutvonožců a kytovců je drezura zákonem zakázána.[1]
- O drezuře se mluví také u hmyzu, například bleší cirkus, který je ovšem disciplínou iluzionismu, mimickým a komediálním vystoupením člověka, o vycvičenosti jednotlivých hmyzích jedinců nelze uvažovat.
- Individuální drezuře se věnují soukromí chovatelé, často pouze jako své osobní zálibě nebo pro osobní reprezentaci. K takovým patřila například americká tanečnice Josephine Bakerová, která chovala ochočenou pumu.

### Výcvik dravců
Výcvik ptáků dravců (orli, sokoli, káňata, a jiní) se považuje za individuální mysliveckou, sportovní nebo volnočasovou disciplínu (například při předvádění návštěvníkům hradů), jež dosud není zákonem omezena.

### Výcvik koní
V jezdectví byla drezura koní zavedena již v době antického Řecka a v arabském světě. V Evropě byla od 16. století základní disciplínou výcviku a trénování. Jde o kurs, jehož cílem je pomocí série ustálených cviků dosáhnout dokonalého a elegantního ovládání koně a souladu pohybu koně a jezdce. Základní historický jezdecký kurs se nazývá Španělská škola. Oblíbení pro ni byli černí koně arabi, nebo bílí lipicáni. Drezuru je třeba upevňovat stálým tréninkem. Je také součástí jezdeckého sportu, parkurového skákání.

## Zákonné předpisy pro drezuru
Neetickými postupy při profesionálním výcviku docházelo k týrání nebo trýznění zvířat, proto byla tato činnost určena v ČR jako živnostenské povolání vázané činnosti. Již v roce 2004 byla zakázána drezura primátů, nosorožců, hrochů nebo žiraf. Ochranu dalších cirkusových zvířat řešila zprvu jen oborová příručka vydaná Hospodářskou komorou ČR (2008). V listopadu roku 2020 Senát po dlouhé diskusi schválil novelu zákona č. 246/1992 Sbírky na ochranu zvířat proti týrání, která – mimo jiné – nařizuje postupné ukončení drezury divokých (takzvaně volně žijících) druhů zvířat v cirkusech. Drezura nebude možná pro nově narozené jedince všech těchto zvířat  .